# Wszystko czerwone
Wszystko czerwone – powieść Joanny Chmielewskiej z 1974 roku. Komedia detektywistyczna, jedna z najpopularniejszych powieści tej autorki i polskiej literatury rozrywkowej w ogóle. Wielokrotnie wznawiana. tłumaczona na język rosyjski (Всë красное) i bułgarski (Всичко е червено), ekranizowana (Пан или пропал Rosja). 
Już pierwsze wydanie powieści okazało się ogromnym sukcesem. Do języka potocznego weszło wiele zwrotów z tej książki, jak np. A reszta kadłuba gdzie?, Ta dama to wasza mać?. Powieść łączy wszystkie rodzaje komizmu - komizm postaci, słowny i sytuacyjny.

## Treść

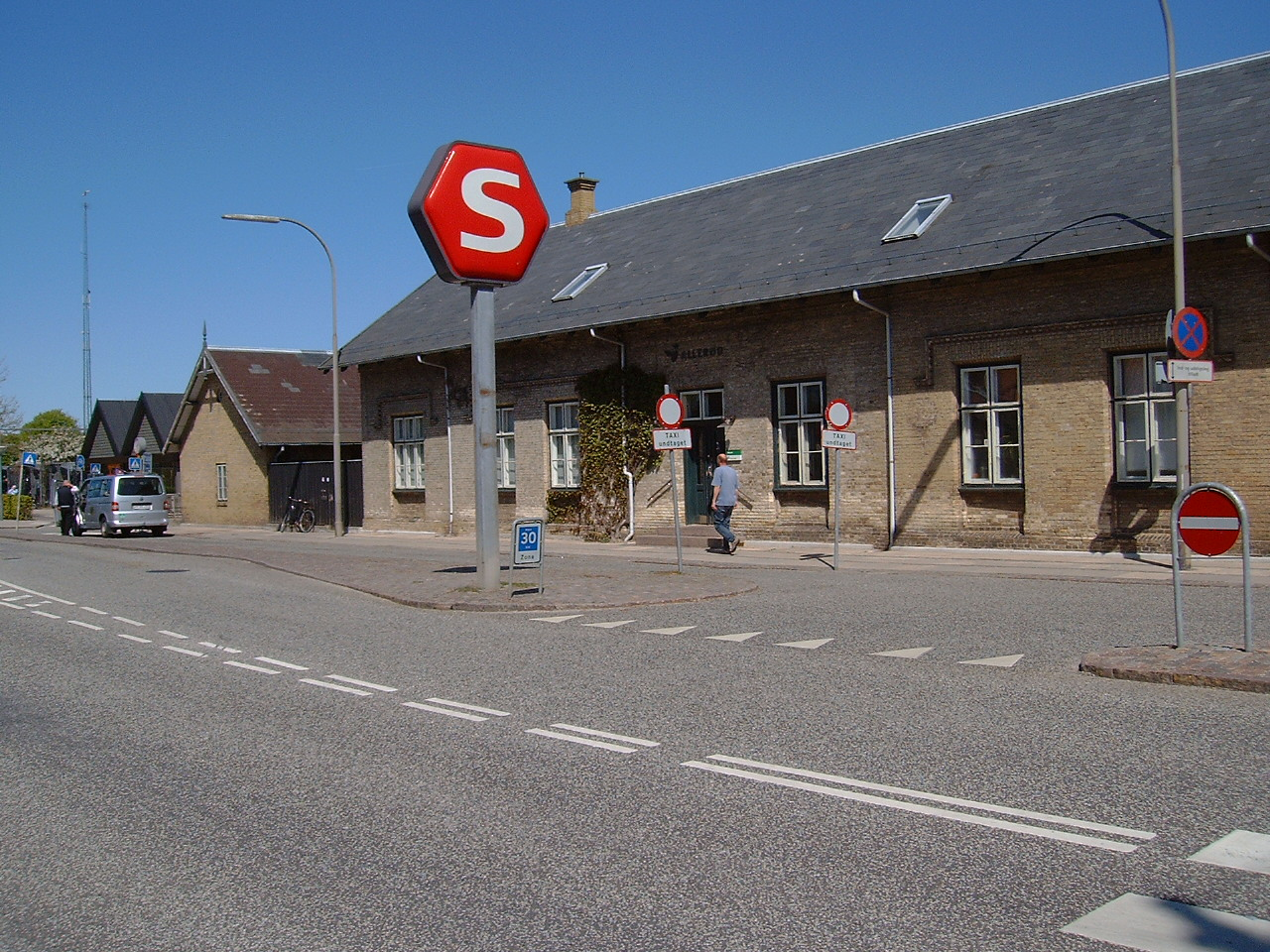
Stacja kolejowa w Allerød - tu zaczyna się akcja powieści

Bohaterką jest Alicja Hansen, roztargniona wdowa, mieszkająca samotnie na przedmieściach Kopenhagi w Allerød. Nazwa ta zostaje przetłumaczona przez jej przyjaciółkę jako Wszystko czerwone, co zapowiada falę krwawych zbrodni. Tajemniczy morderca na początku zabija Edka, by następnie próbować pozbawić życia jeszcze kilkanaście osób. Śledztwem zajmuje się duński policjant pan Muldgaard - mówiący po polsku niegramatycznie i stylem biblijnym. Okazuje się, że zabójca nieudolnie poluje na Alicję, a motyw zbrodni jest nieznany. Mógłby go wyjaśnić tajemniczy list, którego bohaterowie szukają przez większą część powieści. Dodatkowo przez dom przewija się ogromna liczba gości, co nie ułatwia rozwiązania zagadki, a sprawę komplikuje również roztargnienie Alicji.